# Calidris temminckii

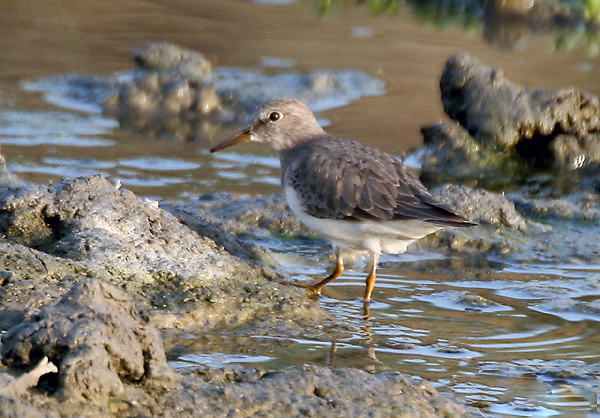
Correlimos de Temminck con plumaje de la estación de cría cerca de Hodal en Faridabad distrito de Haryana, India.

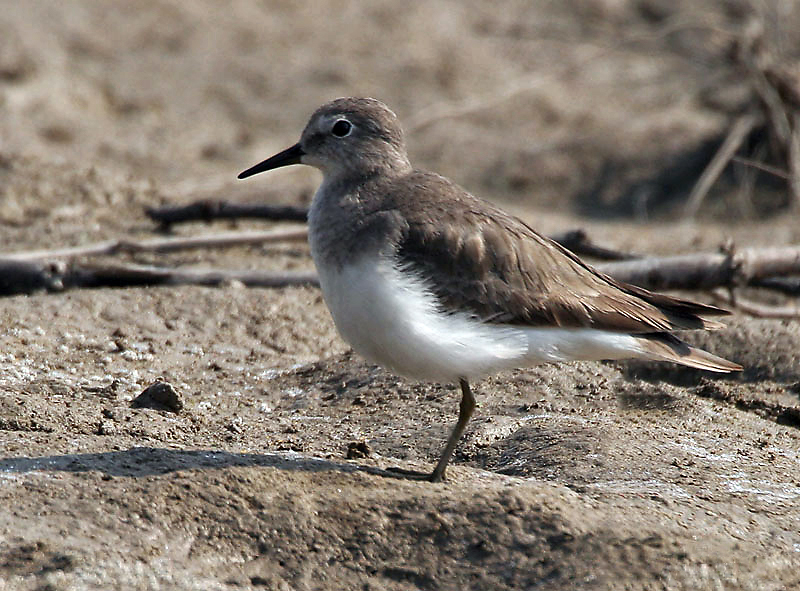
Correlimos de Temminck con plumaje adulto en Purbasthali en Bardhaman distrito de Bengala Occidental, India.

El correlimos de Temminck (Calidris temminckii) es una pequeña ave limícola.
Este correlimos habita en los pantanos y marismas de la taiga del norte de Eurasia. Cría en el sur de Escandinavia y en ocasiones en Escocia. Durante el vuelo su plumaje es muy distintivo. Anida en un hueco en el suelo, donde deposita una puesta entre 3-4 huevos. Se trata de una especie migratoria, hibernando en lugares con agua dulce en el África tropical y el sur de Asia. En muy raras ocasiones ha sido avistado en Norteamérica en Alaska, la Columbia Británica y el estado de Washington.
Estas aves se alimentan en el suelo húmedo con vegetación y atrapan su comida mediante la vista. Se alimentan principalmente de insectos, y pequeños crustáceos e invertebrados. No son tan gregarios como otros correlimos del género Calidris y raramente forman grandes bandadas.
Son unos correlimos muy pequeños, con unos 13,5-15 cm de longitud media, un tamaño similar al correlimos chico (Calidris minuta). Tienen las patas más cortas y las alas más largas que el correlimos chico. Las patas son amarillas y las plumas exteriores de la cola blancas, en contraste las patas negras y las plumas grises de la cola del correlimos chico.
Es un ave de plumaje apagado, con la parte superior del cuerpo y la cabeza de color pardo y el viente y la parte inferior blancas, salvo el pecho oscuro. Durante la estación de cría los adultos muestran un plumaje más brillante. En invierno tienen un plumaje mucho más apagado. Su llamada es un agudo trino.
Los correlimos de Temminck tienen un curioso sistema de cría en el que machos y hembras incuban nidos separados, habitualmente en lugares diferentes. Los machos establecen pequeños territorios y se aparean con una hembra que pone la primera puesta de huevos de la que se encarga el primer macho. La hembra entonces se desplaza en busca de una nueva pareja y deposita una segunda puesta que incuba ella misma. Al mismo tiempo, el primer macho puede volver a aparearse con una segunda hembra, que puede poner su segunda puesta en su territorio.
El correlimos de Temminck recibe su nombre de Coenraad Jacob Temminck, un naturalista holandés. Se le aplica el Acuerdo de Conservación de las Aves Acuáticas Migratorias de África-Eurasia.
En los Países Bajos parece haberse avistado un híbrido entre el correlimos de Temminck y el correlimos chico.
- Wikimedia Commons alberga una galería multimedia sobre Calidris temminckii.

## Galería

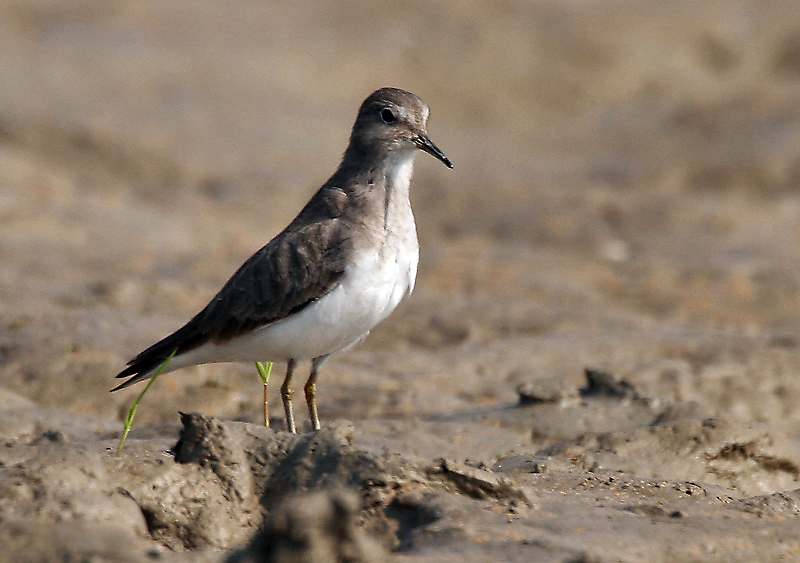
Plumaje fuera de la estación de cría en I Purbasthali en Bardhaman, distrito de Bengala occidental, India.
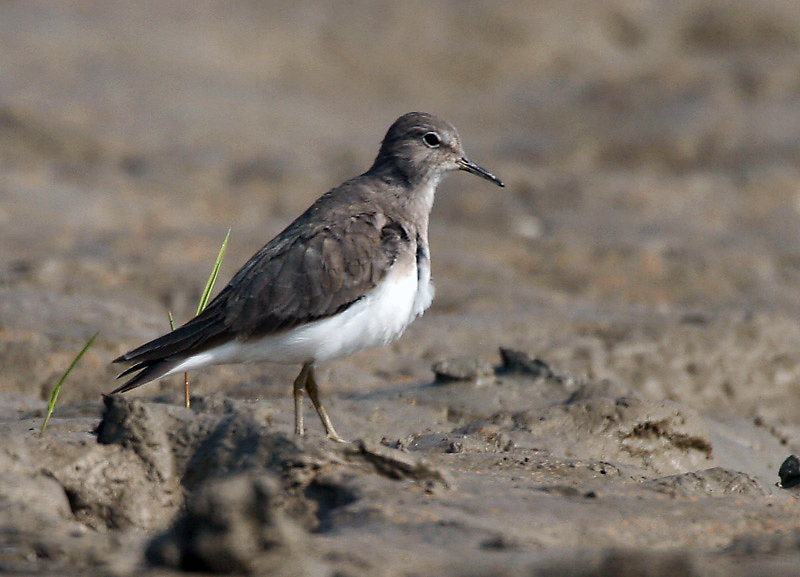
Plumaje fuera de la estación de cría en Purbasthali en Bardhaman, distrito de Bengala occidental, India.
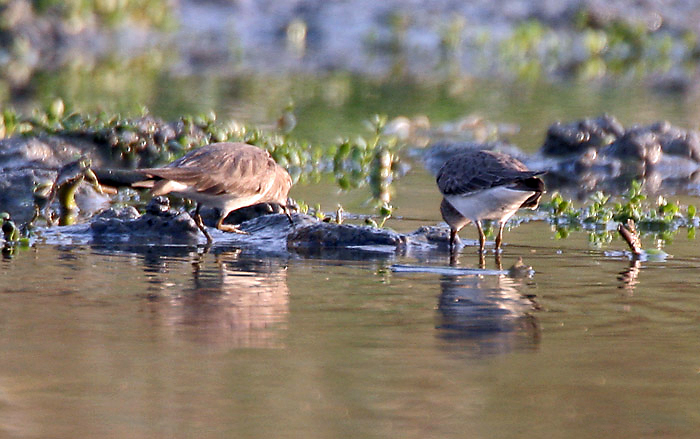
Plumaje de cría y plumaje normal cerca de Hodal en Faridabad, distrito de Haryana, India.
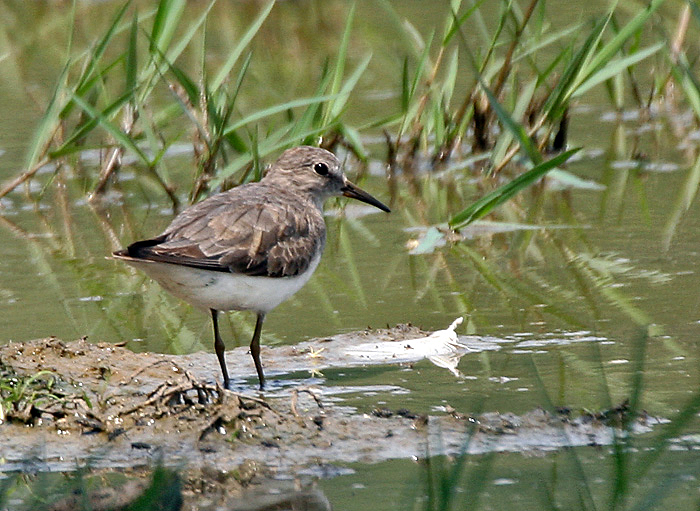
Plumaje de cría en Keoladeo National Park, Rajastán, India.
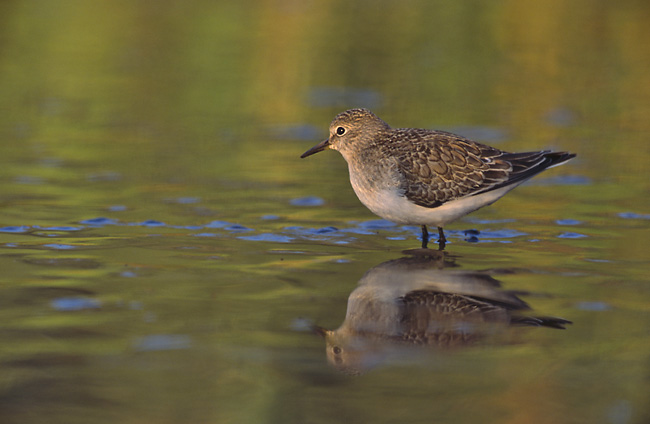
Correlimos de Temminck
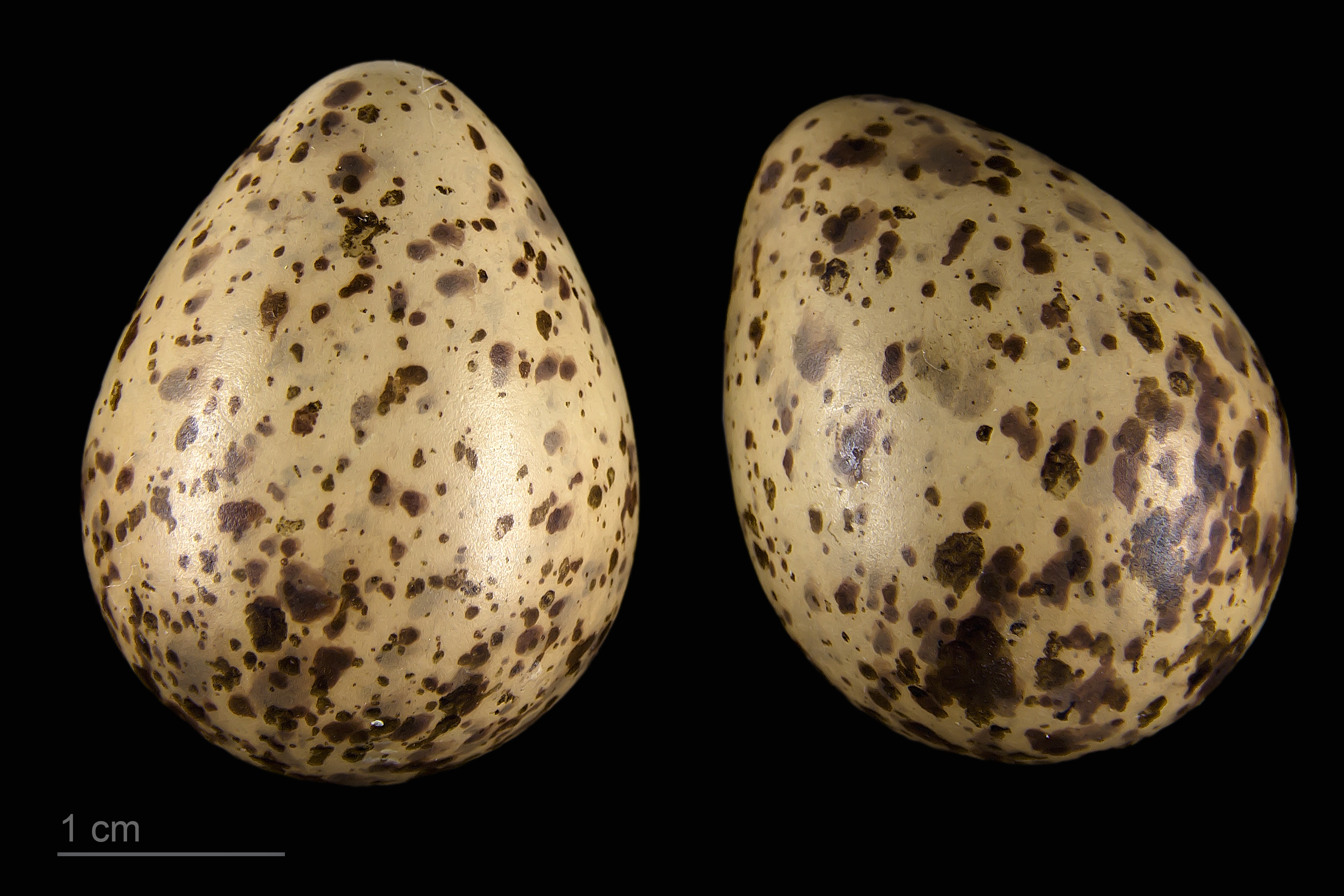
Calidris temminckii - MHNT

### Identificación
- Jonsson, Lars & Peter J. Grant (1984) Identificación de correlimos y otras aves British Birds 77(7):293-315

- Datos: Q58921
- Multimedia: Calidris temminckii / Q58921
- Especies: Calidris temminckii